# Hemiculterella sauvagei
Hemiculterella sauvagei är en fiskart som beskrevs av Warpachowski, 1887. Hemiculterella sauvagei ingår i släktet Hemiculterella och familjen karpfiskar. IUCN kategoriserar arten globalt som livskraftig. Inga underarter finns listade i Catalogue of Life.